# Nervecell
Nervecell je death/thrash metal sastav iz Ujedinjenih Arapskih Emirata.

## O sastavu
Sastav je osnovan 1999. godine, te se nakon promjene mnogih članova od 2003. ustalila postava: pjevač i basist James Khazaal iz Libanona te gitaristi Ramy H. Mustafa i Barney Riberio iz Jordana i Indije. Iste godine objavljuju demo Vastlands of Abomination, nakon čijeg uspjeha snimaju EP Human Chaos, kojim su stekli pozornost izvan države te 2005. nastupaju na Dubai Desert Rock festivalu zajedno sa Sepulturom i Machine Headom. Od 2006., kao bubnjar im se pridružio Britanac Gavin Ward iz sastava Power Quest. Također, sastav je nastupao na festivalima u Kairu, Metalstocku u Australiji, te Metalcampu u Sloveniji. Godine 2008. objavljuju svoj prvi studijski album Preaching Venom na kojem je umjesto Warda na bubnjevima David Haley iz australskog sastava Psycroptic. Nakon toga, slijedili su nastupi na festivalu Casa Gateway u Maroku, ponovno na Dubai Desert Rocku, te povratak u Europu nastupima na Wacken Open Airu, With Full Force Festival i Rock am Ring / Rock im Parku, čime su postali jedini bliskoistočni sastav koji nastupa na velikim europskim festivalima. Svoj drugi studijski album Psychogenocide objavili su 31. ožujka 2011. Godine 2012. trebali su nastupiti u Zagrebu kao predgrupa Morbid Angelu, međutim nisu na vrijeme dobili vizu. Godine 2017. objavljuju svoj treći studijski album Past, Present...Torture.

## Članovi sastava
Trenutačna postava
- Rajeh "James" Khazaal - vokal, bas-gitara
- Barnaby "Barney" Ribeiro - gitara
- Rami H. Mustafa - gitara

Članovi za nastupe uživo
- Kevin Foley - bubnjevi

## Diskografija
Studijski albumi
- Preaching Venom (2008.)
- Psychogenocide (2011.)
- Past, Present...Torture (2017.)

EP-ovi
- Human Chaos (2004.)

Demo uradci
- Vastlands of Abomination (2003.)

## Vanjske poveznice
- Službena stranica  Arhivirana inačica izvorne stranice od 25. travnja 2011. (Wayback Machine)